# Luca Turilli's Rhapsody
Luca Turilli's Rhapsody (llamado simplemente Rhapsody o LT's Rhapsody) es una banda italiana de power metal sinfónico, creada y liderada por Luca Turilli luego de su separación con Rhapsody Of Fire, y que también integran miembros de Alemania, Francia y Finlandia.
En el 2011, Rhapsody Of Fire anuncia su separación amistosa en 2 bandas con el nombre Rhapsody: Alex Staropoli decidió continuar bajo el nombre de Rhapsody Of Fire, mientras que Turilli, junto al bajista Patrice Guers y el guitarrista Dominique Leurquin decidieron ser parte de Luca Turilli's Rhapsody.
La primera alineación de la banda incluyó al cantante Alessandro Conti y al baterista Alex Holzwarth, que en ese momento era miembro de ambas Rhapsody. Sin embargo, en el 2012 Holzwarth dejó la banda por la imposibilidad de integrar ambas, y fue reemplazado por Alex Landenburg.
Los miembros de la banda se refieren a su estilo como Metal Cinematográfico, mostrando la pasión de Turilli por el mundo del cine y las bandas sonoras, siendo estas también su principal influencia en este nuevo proyecto artístico. Su primer álbum, Ascending to Infinity, fue presentado en el 2012 y es parte de la discografía de Rhapsody of Fire, llamándolo como el "11er disco de Rhapsody".

## Historia
El 16 de agosto de 2011, Rhapsody of Fire anunció la partida en términos amistosos de su guitarrista, compositor y miembro fundador Luca Turilli y del bajista Patrice Guers. Luego de la partida, Turilli formó un nuevo Rhapsody, Luca Turilli's Rhapsody, con Guers (su amigo e integrante de Rhapsody Of Fire), con el guitarrista de presentaciones en vivo Dominique Leurquin, y el baterista Alex Holzwarth integrante de los dos Rhapsody.
El 30 de marzo de 2012 la banda finalmente revela a su nuevo vocalista, Alessandro Conti. En el 2012 Holzwarth deja la banda debido a la imposibilidad de ser parte de las dos bandas. Luego de su partida, la banda anuncia a su nuevo baterista Alex Landenburg, participante de bandas como Annihilator, Axxis y Stratovarius.
El 22 de mayo de 2012 se presenta el primer simple del álbum Ascending to Infinity, titulado Dark Fate of Atlantis, que fue presentado junto a un video promocional. El 22 de junio del mismo año se presentó el álbum. Luego la banda comenzó su gira llamada Cinematic World Tour.
El 8 de octubre de 2012 la banda revela que Leurquin tuvo una seria lesión en su mano izquierda, comentando además que requeriría de un largo período de rehabilitación el poder tocar nuevamente la guitarra.
El 23 de abril de 2013, la banda anuncia que su segundo álbum serìa lanzado entre junio y julio del 2014, bajo el sello de Nuclear Blast. Dicha placa tiene por nombre Prometheus, Symphonia Ignis Divinus, mismo que fue revelado en redes sociales a principios del mismo año. Posteriormente Nuclear Blast confirmó que saldría en cualquier fecha a partir de septiembre.
El 23 de marzo de 2015, Nuclear Blast anunció Prometheus: Symphonia Ignis Divinus para su lanzamiento el 19 de junio en la UE, el 22 de junio en el Reino Unido y el 30 de junio en los Estados Unidos. Al año siguiente, después de su lanzamiento, iniciaron su primera gira mundial en Europa a principios de 2016.
El 30 de septiembre, la banda anunció en el sitio web y en Facebook que lanzaría su nuevo álbum remezclado en Dolby Atmos y en Blu-Ray con dos CD en vivo de las actuaciones que habían realizado en su Ascending to Infinity Tour y Prometheus Cinematic World Tour. Fue lanzado el 9 de diciembre de 2016.
El 20 de junio de 2018, Turilli anunció en la página oficial de la banda en Facebook que la banda iría a una pausa indefinida, debido a los compromisos de los otros miembros con otros proyectos musicales, ya que su vocalista Alessandro Conti, fue anunciado como el nuevo vocalista de La banda sueca de power metal sinfónico Twilight Force a principios de ese mes.

## Integrantes
- Alessandro Conti - Vocalista (2011–presente)
- Luca Turilli - Guitarras, Teclados, Arreglos Orquestales (2011–presente)
- Dominique Leurquin - Guitarras (2011–presente)
- Patrice Guers - bajo eléctrico (2011–presente)
- Alex Landenburg - Batería (2012–presente)

### Miembros en vivo
- Mikko Härkin - Teclados (2012-2014)
- Riccardo Cecchi - Vocalista (2016-presente)
- Emilie Ragni - Vocalista (2014-presente)
- Sassy Bernert - Vocalista (2012-2014)
- Vannick Eymery - Teclados (2016-presente)

### Miembros antiguos
- Alex Holzwarth - Batería (2011–2012)

## Discografía

### Álbumes de estudio
- Ascending to Infinity (2012)
- Prometheus, Symphonia Ignis Divinus (2015)
- Prometheus - Cinematic And Live (2016)

### Sencillos
- Dark Fate of Atlantis (2012)
- Rosenkreuz (The Rose and the Cross) (2015)
- Prometheus (2015)
- Il cigno nero (Reloaded) (2015)

### Videos musicales
- Dark Fate of Atlantis
- Clash of the Titans
- Prometheus